# Joannes van Rijckevorsel
Joannes van Rijckevorsel (Rotterdam, 17 maart 1818 – Roermond, 10 juli 1890) was een Nederlands glazenier, schilder en priester.

## Leven en werk
Jonkheer Joannes of Jan van Rijckevorsel was lid van de familie Van Rijckevorsel en een zoon van Jacobus Josephus baron van Rijckevorsel, heer van Rijsenburg (1785-1862) en diens tweede echtgenote Hendrica Petronella Veronica van Oosthuyse, vrouwe van Rijsenburg (1793-1829).
Zijn vader was bestuurder en amateurkunstenaar. Van Rijckevorsel studeerde aanvankelijk rechten, maar koos voor de kunst. Hij werd daarin opgeleid door zijn vader.  Hij nam deel aan de tentoonstelling van Levende Meesters in Den Haag (1839, 1841) en Amsterdam (1840). Als 21-jarige ontving hij een bronzen medaille voor zijn 'proeven van schilderijen op glas', waarschijnlijk de twee medaillons die zijn geplaatst in de sacristie van de Sint-Petrus'-Bandenkerk in Rijsenburg. Twee jaar later ontving hij een zilveren medaille voor het Petrusraam dat ook in deze kerk werd geplaatst.
In 1839 trad hij toe tot de paters redemptoristen en in 1848 werd hij tot priester gewijd. Hij hield zich nog amper bezig met glas, maar maakte wel religieuze schilderijen. Hij overleed op 72-jarige leeftijd in het redemptoristenklooster in Kapel in 't Zand.

## Afbeeldingen

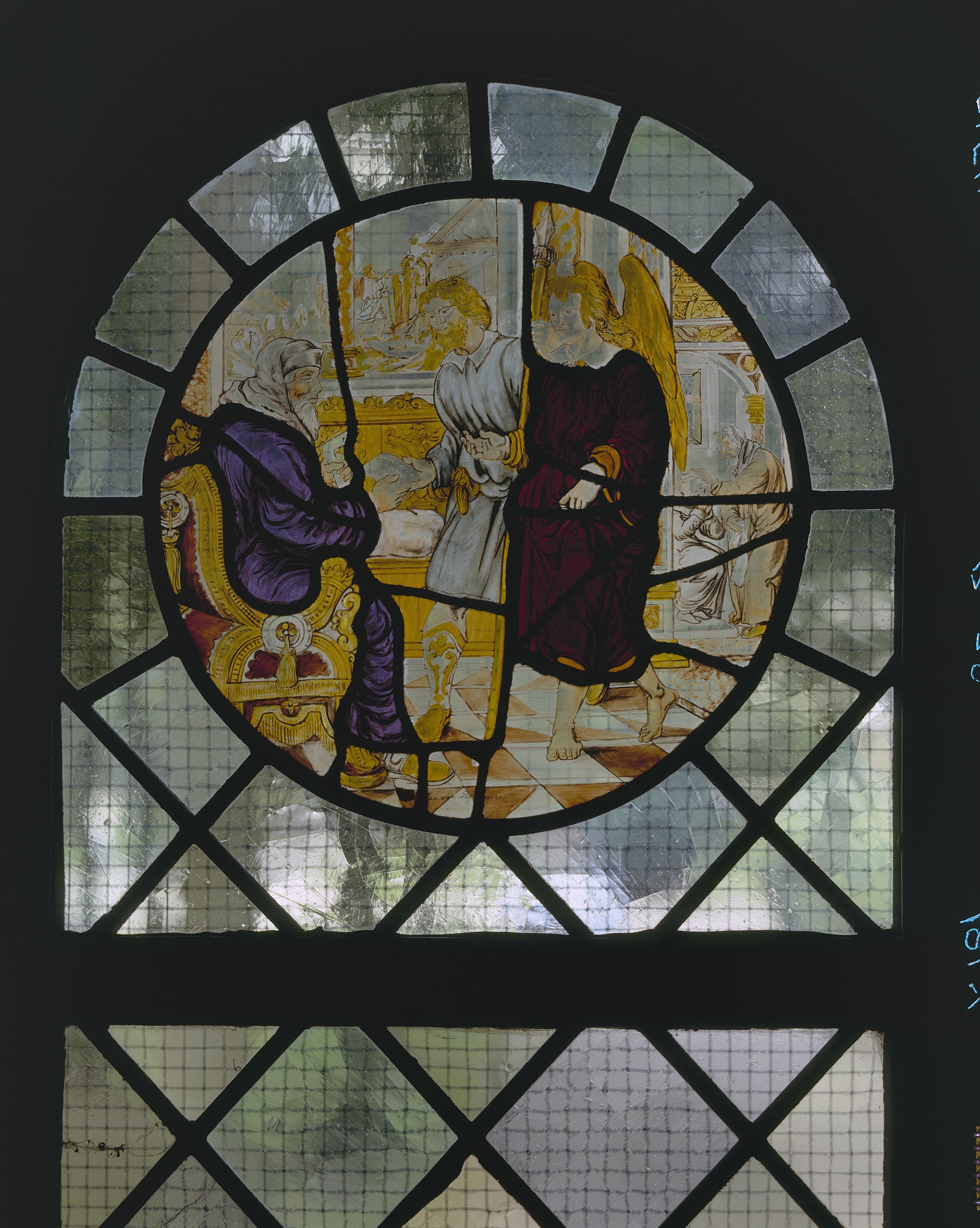
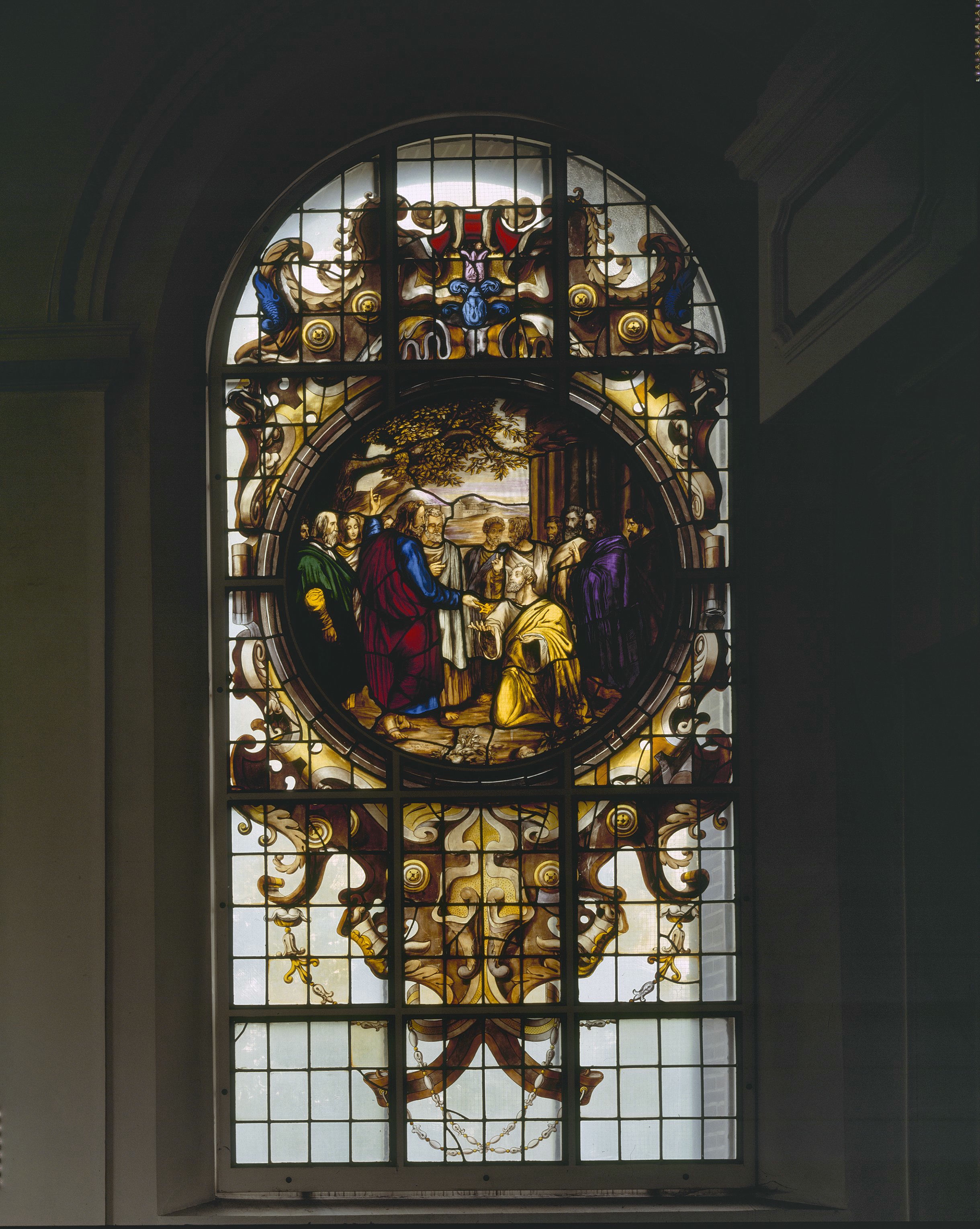